# Нуоро
Нуоро (итал. Nuoro, на месном говору: Nùgoro) град је у западној Италији. Нуоро је највеће насеље и средиште истоименог округа Нуоро у оквиру италијанске покрајине Сардинија.
Град Нуоро и његова околина су познати по великом броју стогодишњака.

## Природне одлике
Град Нуоро налази се у средишњем делу Сардиније, на 180 км северно од Каљарија. Нуоро се налази у средишњем планинском масиву острва, на преко 500 m надморске висине, па је то једна од највиших окружних престоница у држави. Најближа планина је Ортобене. Посебно је сликовит положај старог градског језгра на истоку града, које се налази на узвишењу, испод којег се тло спушта ка Тиренском мору, удаљеном 20ак километара источно.

## Становништво
Према резултатима пописа становништва 2011. у општини је живело 36.674 становника.
| 1931. | 1936.  | 1951.  | 1961.  | 1971.  | 1981.  | 1991.  | 2001.  | 2011.  |
| ----- | ------ | ------ | ------ | ------ | ------ | ------ | ------ | ------ |
| 9.188 | 11.459 | 16.949 | 23.033 | 31.033 | 35.779 | 37.527 | 36.678 | 36.674 |

Нуоро данас има око 36.000 становника, махом Италијана. То је 5 пута више него на почетку 20. века. Последњих деценија број становника у граду стагнира.

## Партнерски градови
- Корте
- Толмецо
- Лођ

## Галерија
- Град Нуоро и окружење
- Градска катедрала
- Трг Грације
- Старо језгро Нуора